# Kazimierz Korniłowicz
Kazimierz Korniłowicz (ur. 19 maja 1892 w Warszawie, zm. 9 września 1939 w Lublinie) – polski działacz społeczny i oświatowy, żołnierz Legionów Polskich, po wojnie organizator systemu edukacji dorosłych i młodzieży pracującej w II RP, wykładowca Studium Pracy Społeczno-Oświatowej Wolnej Wszechnicy Polskiej (1925–1939), współzałożyciel Centralnego Biura Kursów dla Dorosłych, Instytutu Oświaty Dorosłych (1930; zob. Ludowy Instytut Oświaty i Kultury), współzałożyciel i dyrektor Instytutu Spraw Społecznych.

## Życiorys

### Dzieciństwo i młodość
Był synem Edwarda Korniłowicza, warszawskiego lekarza psychiatry, i Wiktorii z Pollów. Miał trzech braci: Rafała (1876–1916), Tadeusza (1881–1940) i Władysława (1884–1946). Ojciec i wszyscy bracia byli bardzo zaangażowani w działalność społeczną i oświatową.
Do 13. roku życia był uczniem III Gimnazjum Rządowego w Warszawie. Po wybuchu strajku szkolnego (1905) uczęszczał na tajne komplety, organizowane przez Koło Wychowawców (zob. szkolnictwo przed odzyskaniem niepodległości na przykładzie działalności Marii Gomólińskiej), a następnie w warszawskiej prywatnej szkole polskiej. W 1910 roku rozpoczął studia przyrodnicze na Uniwersytecie Jagiellońskim przed złożeniem egzaminu maturalnego, jako „słuchacz nadzwyczajny”. Maturę zdał w Korpusie Kadetów w Moskwie (1912), po czym wrócił na UJ (1913). Jako dobry student został zwolniony z opłat. Otrzymał stanowisko asystenta-demonstratora w zakładzie fizyki. Był sekretarzem studenckiego Koła Przyrodniczego. Brał udział w działalności akademickiego koła Uniwersytetu Ludowego im. A. Mickiewicza (zob. Uniwersytet powszechny, Uniwersytet ludowy, TUL), uczestnicząc w akcji oświatowej wśród krakowskich robotników (przedmieście Dębniki).

### I wojna światowa
W czasie wojny służył w I Brygadzie Legionów Polskich początkowo jako żołnierz, a potem – sanitariusz w 5 Pułku LP.

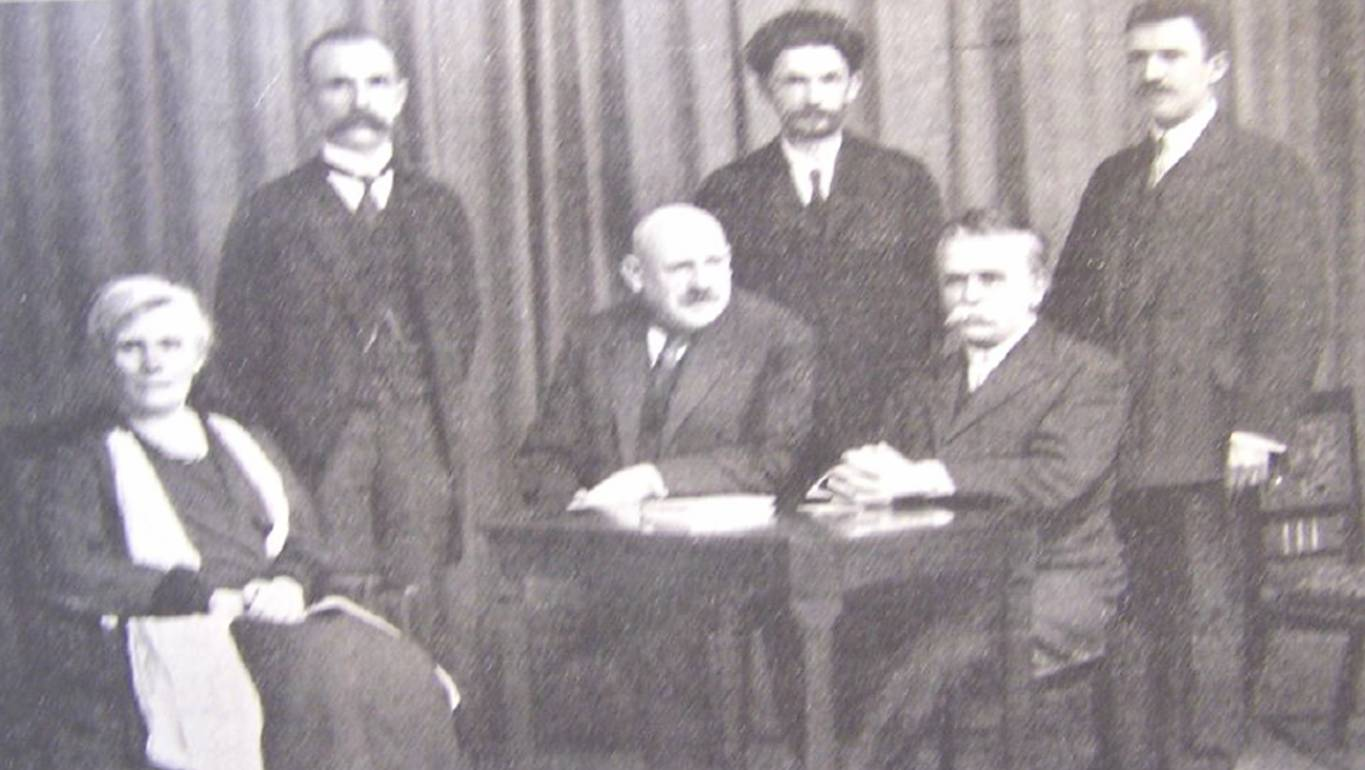
Założyciele Sekcji Kursów dla Dorosłych: Maria Gomólińska, Aleksander Janowski, Stanisław Małkowski, Stanisław Michalski, Władysław Radwan, Józef Zawadzki, Warszawa (ok. 1920). Kazimierz Korniłowicz w 1919 roku współtworzył Centralne Biuro Kursów dla Dorosłych

W maju 1916 roku został skierowany do Centralnego Biura Szkolnego, zorganizowanego w Piotrkowie przez Naczelny Komitet Narodowy. W grudniu tegoż roku wszedł w skład komisji pedagogicznej Sekcji Kursów dla Dorosłych (zob. znaczenie i rozwój kursów w Polsce, edukacja dorosłych i andragogika). Zajmował się zaopatrywaniem bibliotek i szkół w pomoce naukowe.

### Okres międzywojenny
W czasie trwających 123 lata rozbiorów zaborcy prowadzili proces wynarodowiawia Polaków, likwidując system polskiej edukacji i jednostki tego systemu. W „Kraju Nadwiślańskim” w ramach rusyfikacji wprowadzono zakaz używania w szkołach rządowych języka polskiego. W tych latach żywej pamięci o powstaniu znaczna część społeczeństwa uznała konieczność rezygnacji z dalszej walki zbrojnej z rosyjskim zaborcą i podjęła pracę organiczną.
Duży wpływ na kształtujące się wówczas postawy społeczne i polityczne wywarł Edward Abramowski, bardzo zaangażowany m.in. w pracę kół samokształceniowych i tajnych kursów, na których szerzono – poza wiedzą – hasła odnowy moralnej. Tzw. „abramowszczycy” – m.in. Helena Radlińska, Maria Gomólińska, Stanisław Kalinowski, Rafał Korniłowicz, Teodora Męczkowska – założyła Koło Wychowawców, stanowiące przeciwwagę dla ugodowego nauczycielskiego Stowarzyszenia Przełożonych. Do tego Koła należały m.in. Jadwiga Kowalczykówna i Jadwiga Jawurkówna, założycielki Szkoły na Wiejskiej, absolwentki Uniwersytetu Latającego, na którym wykładowcami byli m.in. profesorowie Władysław Smoleński, Edward Grabowski, Adam Mahrburg, Bronisław Chlebowski, Ludwik Krzywicki, Piotr Chmielowski, Władysław Dawid. Odzyskanie niepodległości Polski – powstanie Królestwa Polskiego (1917–1918), a następnie II Rzeczypospolitej (1918–1931) – dało tej grupie działaczy społeczno-oświatowych możliwość odbudowy systemu edukacji dzieci oraz tworzenia i doskonalenia systemu edukacji osób dorosłych. Szybko rozwijała się działalność uniwersytetów ludowych (zob. Ignacy Solarz i uniwersytety ludowe w Polsce międzywojennej)
Kazimierz Korniłowicz:
- w 1920 roku prowadził akcję oświatową w wojsku
- w latach 1917–1923 był kierownikiem warszawskiego ogniska kursów dla dorosłych, prowadzonych w środowisku robotniczym
- założył – wraz z A. Konewką[e] i Marianem Godeckim[f] – Centralne Biuro Kursów dla Dorosłych[5]; był do 1923 roku jego dyrektorem i kierownikiem działu wydawnictw; w Biurze do 1926 roku i w latach 1929–1932 był członkiem zarządu, z ramienia Biura opracował projekt ustawy o oświacie pozaszkolnej (1923), prowadził akcję wydawniczą, organizował kursy oświatowe i wygłaszał referaty, stworzył sieć placówek oświatowych w powiecie będzińskim, Dąbrowie Górniczej i Sosnowcu
- czynnie uczestniczył w konferencjach i zjazdach oświatowych w Krakowie (1921), Lwowie (1921), Cieszynie (1922), Warszawie (1925, 1926), Szycach (1928), Zalesiu k. Warszawy (1928), Kazimierzu nad Wisłą (1929) i Krzemieńcu (1930; zob. Liceum Krzemienieckie)
- w 1924 roku poznawał organizacją oświaty pozaszkolnej i metody wychowania społecznego młodzieży i dorosłych w Belgii i Anglii

W latach 1925–1939 był:
- wykładowcą Wolnej Wszechnicy Polskiej (Studium Pracy Społeczno-Oświatowej)
- współpracownikiem Instytutu Gospodarstwa Społecznego (1926–1932)
- współorganizatorem Instytutu Oświaty Dorosłych (1930)[15], utworzonego przez przekształcenie Centralnego Biura Kursów dla Dorosłych (statut IOD opracował z Antonim Konewką i Marianem Godeckim; był opublikowany w latach 1929, 1933 i 1938[16])
- współorganizatorem i dyrektorem Instytutu Spraw Społecznych (1932–1939)[17][18][19]

Wraz ze Stanisławem Kalinowskim, Heleną Radlińską i in. wspierał działania Marii Gomólińskiej (dawnej wychowanki Uniwersytetu Latającego) i organizatorki Towarzystwa Kursów Naukowych, zmierzające do ich rozwoju. Bywał z Radlińską i wieloma innymi działaczami oświatowymi w coraz liczniejszych Uniwersytetach Ludowych, m.in. w Szycach, gdzie działał uniwersytet Zofii i Ignacego Solarzów.
Koncentrował się na problemach edukacji pozaszkolnej – głównie edukacji dorosłych (teoria, metodyka nauczania, organizacja), która była wówczas dyscypliną naukową in statu nascendi. Znalazło to wyraz w treści obszernej Encyklopedii wychowania (tom 1–3), drukowanej w latach 1933–1939, m.in. w tekstach Heleny Radlińskiej oraz Ireny Jurgielewiczowej, preferującej „metodę kreatywną”, opracowaną przez Kazimierza Korniłowicza. Wprowadził on do polskiej pedagogiki społecznej pojęcie „pomoc w tworzeniu”. Istotą tak określanej pracy kulturalno-oświatowej z młodzieżą jest przygotowywanie do twórczej pracy poprzez współdziałanie w twórczości wychowanków (zob. pedagogika twórczości).
Zajmował się różnymi problemami z pogranicza pracy oświatowej i ruchu spółdzielczego. Prowadził akcje organizacji wczasów dla młodzieży i dorosłych, upowszechniania kultury wśród bezrobotnych i in. W 1927 roku czynnie uczestniczył m.in. w Międzynarodowym Zjeździe Pracowników Społeczno-Oświatowych Przemysłu w Edynburgu (w 1929 opublikowa pracę Akcja społeczno-kulturalna w górnictwie angielskim). Zainicjował powstanie Związku Przysposobienia Społecznegoi współorganizował Federację Oświatową Organizacji Społecznych (przewodniczył Polskiemu Komitetowi Wszechświatowej Konferencji w Cambridge, kilku konferencjom krajowym i Komitetowi Wykonawczemu Grupy na Polskę Światowego Związku Kształcenia Dorosłych). Był współzałożycielem i aktywnym członkiem Towarzystwa Stypendialnego im. Janiszewskiego, zainicjował utworzenie Komisji Koordynacji Badań Społeczno-Gospodarczych (1934), która opracowała program badań rynku pracy w Polsce (1934–1939).
Z żoną, Haliną z d. Pawłowską, miał syna Jana.
Po wybuchu II wojny światowej wyjechał do Lublina. Zginął 9 września 1939 roku w czasie bombardowania miasta. Został pochowany na lubelskim cmentarzu wojskowym.

## Publikacje
W bazie WorldCat Identities znajduje się 26 pozycji autorstwa K. Korniłowicza. Był on również redaktorem lub współredaktorem prac zbiorowych, np. „Rocznika Kursów dla Dorosłych” (1918) i książki „Młodzież sięga po pracę” (1930).
W biografiach wymieniane są np.:
- Znaczenie i zarys organizacji kształcenia dorosłych i młodzieży pracującej (Warszawa 1922)[2][14]
- Ogniska oświatowo-kulturalne ludności miejskiej (w: „W sprawie ognisk oświatowo-kulturalnych”, Warszawa 1922)[2]
- Wczasy młodzieży pracującej (Warszawa 1927)[2][14]
- Praca świetlicowa (w: „Dom ludowy”, Cz. 2., Warszawa 1928)[2]
- Drogi oświaty dorosłych (w: „Przewodnik oświaty dorosłych”, Warszawa 1929)[2]
- Pomoc w tworzeniu jako zadanie pracy kulturalnej (w: „Zagadnienia oświaty dorosłych”, W. 1930)[2]
- Organizacja wczasów – akcja świetlicowa (w: „Oświata pozaszkolna samorządu miasta stoł. Warszawy”, Warszawa 1930)[2]

W 1976 wydano zbiór wybranych pism Kazimierza Korniłowicza pt. Pomoc społeczno-kulturalna dla młodzieży pracującej i dorosłych (tom 14 Źródeł do Dziejów Myśli Pedagogicznej).